# Antarcturus andriashevi
Antarcturus andriashevi är en kräftdjursart som beskrevs av Oleg Grigor'evich Kussakin och Galina S. Vasina 1995. Antarcturus andriashevi ingår i släktet Antarcturus och familjen Antarcturidae. Inga underarter finns listade i Catalogue of Life.